# Чертозианская мозаика

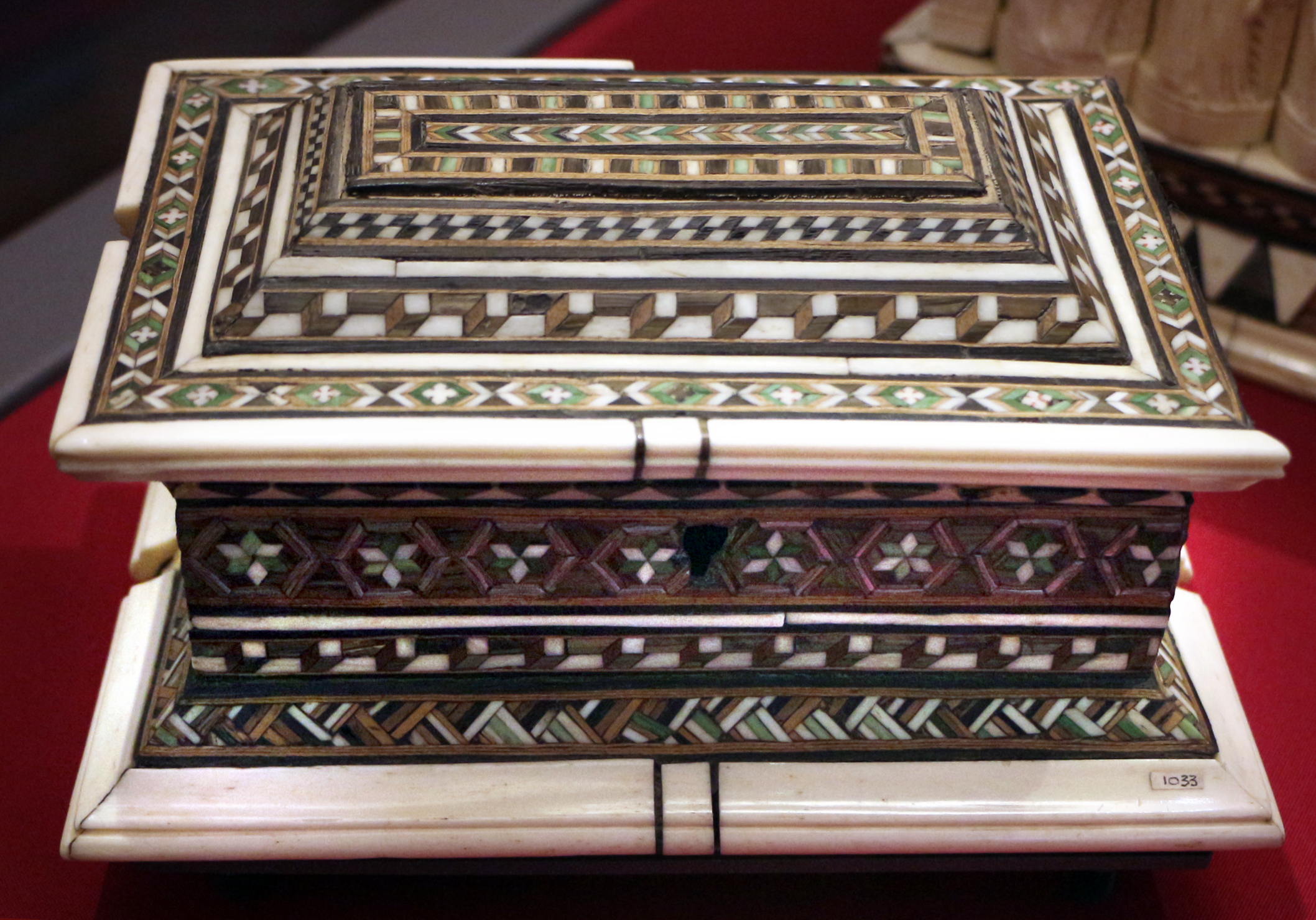
Ларец с вставками из слоновой кости (XV век)

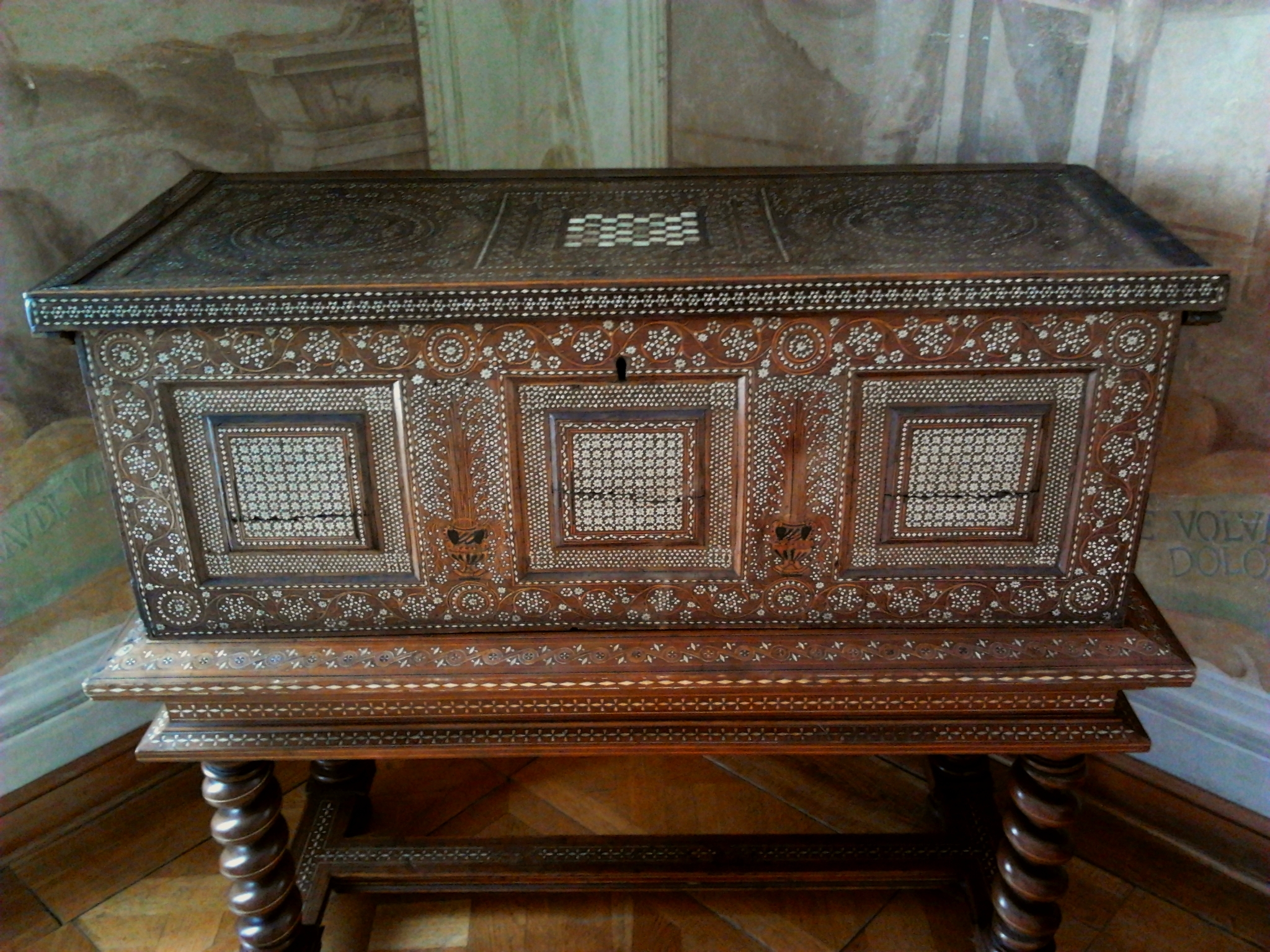
Венецианский сундук 1-й половины XVI века

Чертозианская мозаика (итал. certosina) — техника ренессансной инкрустации, получившая распространение в Италии XV—XVI веков.
Чертозами в Италии называют монастыри ордена картезианцев. Монахи этого ордена были умелыми ремесленниками. Помимо реликвариев из резной кости, изделий из золота и серебра с эмалевыми вставками, они создавали мебель — столики, пюпитры, аналои, дрессуары (поставцы), шкатулки, кресла, поверхность которых сплошь покрыта мозаикой — кусочками слоновой кости, перламутра и чёрного дерева, образующими на поверхности изделия мелкий геометрический узор. 
Предположительно, такая техника является результатом заимствования с Востока, главным образом через ремесленные мастерские Венеции в XIV—XV веках. По иной версии, связана с традициями облицовки архитектурных интерьеров древнеримской архитектуры. Согласно третьей — чертозианская мозаика самобытна и связана с местными традициями искусства кельтов.
Монахи-картезианцы склеивали в тонкие пучки дротики дерева и перламутра, так, чтобы на торце получался нужный рисунок. Затем склейку распиливали поперёк. Полученные пластинки наклеивали на основу и полировали. Мебель, инкрустированную таким образом, дополняли бархатной обивкой ярко-красного или зелёного цветов. Самые замечательные образцы производили в мастерских Павийской чертозы.
Один из технических приёмов мозаики, схожий с чертозианской, получил название «торцевой мозаики». В середине XIX века в Англии её стали называть танбридж (от наименования мебельной фирмы Tunbridge Wells в графстве Кент).